# 국립강릉원주대학교 원주도서관
국립강릉원주대학교 원주도서관(國立江陵原州大學校 原州圖書館, Gangneung–Wonju National University Wonju Library)은 국립강릉원주대학교 중앙도서관의 분관으로, 원주캠퍼스의 도서관이다. 1971년 개관한 원주간호고등기술학교 도서실로 개관한 것이 시초이며, 이후 캠퍼스를 옮기고, 원주대학이 전문대학으로 승격하며, 지금의 자리에 1999년 9월에 개관한 시설이다. 이후 강릉대학교와 통합하며, 강릉원주대학교 원주도서관으로 자리잡았다.

## 역사
국립강릉원주대학교 원주도서관은 1971년 원주간호고등기술학교의 도서실로 시작했다. 이후 학교가 현재의 흥업면으로 이전함에 따라 1985년 9월 5일에 약 2,026m²의 건물로 학생회관과 함께 개관했다. 이후 1999년 9월, 대학의 성장에 발 맞추어, 독단적인 도서관 건물의 필요성을 느껴 신축 건물로 이전하였다. 현재 강릉캠퍼스의 중앙도서관에 하부 조직으로 조직되어 있으며, 강릉시에 치의학분관과 단과대학분관과 달리 실질적으로는 별개의 도서관으로 운영되고 있다.
2016년 기준으로 현재 약 63만권의 자료를 소장하고 있으며, 제23대 전중균 관장이 취임해 있다.

## 같이 보기
- 국립강릉원주대학교
- 국립강릉원주대학교 중앙도서관